# 김가영 (농구 선수)
김가영(1992년 2월 1일 ~ )은 대한민국의 농구 선수이다.

## 경력
- 2009년 안산 신한은행 에스버드(현 인천 신한은행 에스버드) 입단

## 학력
- 화서초등학교
- 수원여자중학교
- 수원여자고등학교